# Ipsissimus
Ipsissimus è un album in studio del compositore statunitense John Zorn ed il quinto album in studio del Moonchild Trio. Fu pubblicato il 28 settembre 2010 dalla Tzadik Records.

## Descrizione
Questo è il secondo album del Moonchild Trio che vede la partecipazione di Marc Ribot alle chitarre.

## Tracce
Musiche di John Zorn.
1. Seven Sigils – 6:39
2. The Book of Los – 8:21
3. Apparitions I – 3:44
4. Supplicant – 5:32
5. Tabula Smaragdina – 6:12
6. Apparitions II – 4:09
7. The Changeling – 6:32
8. Warlock – 4:56
9. Apparitions III – 3:10

Durata totale: 49:15

## Formazione

### The Moonchild Trio
- John Zorn - sassofono contralto, produttore, arrangiatore, direttore
- Mike Patton - voce
- Joey Baron - batteria
- Trevor Dunn - basso

### Membri aggiuntivi
- Marc Ribot - chitarra